# Проспект Энтузиастов (Санкт-Петербург)
Проспект Энтузиа́стов — проспект в исторических районах Малиновка и Пороховые Красногвардейского административного района Санкт-Петербурга. Широтная магистраль в жилом районе Ржевка-Пороховые. Проходит от улицы Передовиков до улицы Коммуны. Параллелен проспектам Косыгина и Ударников.

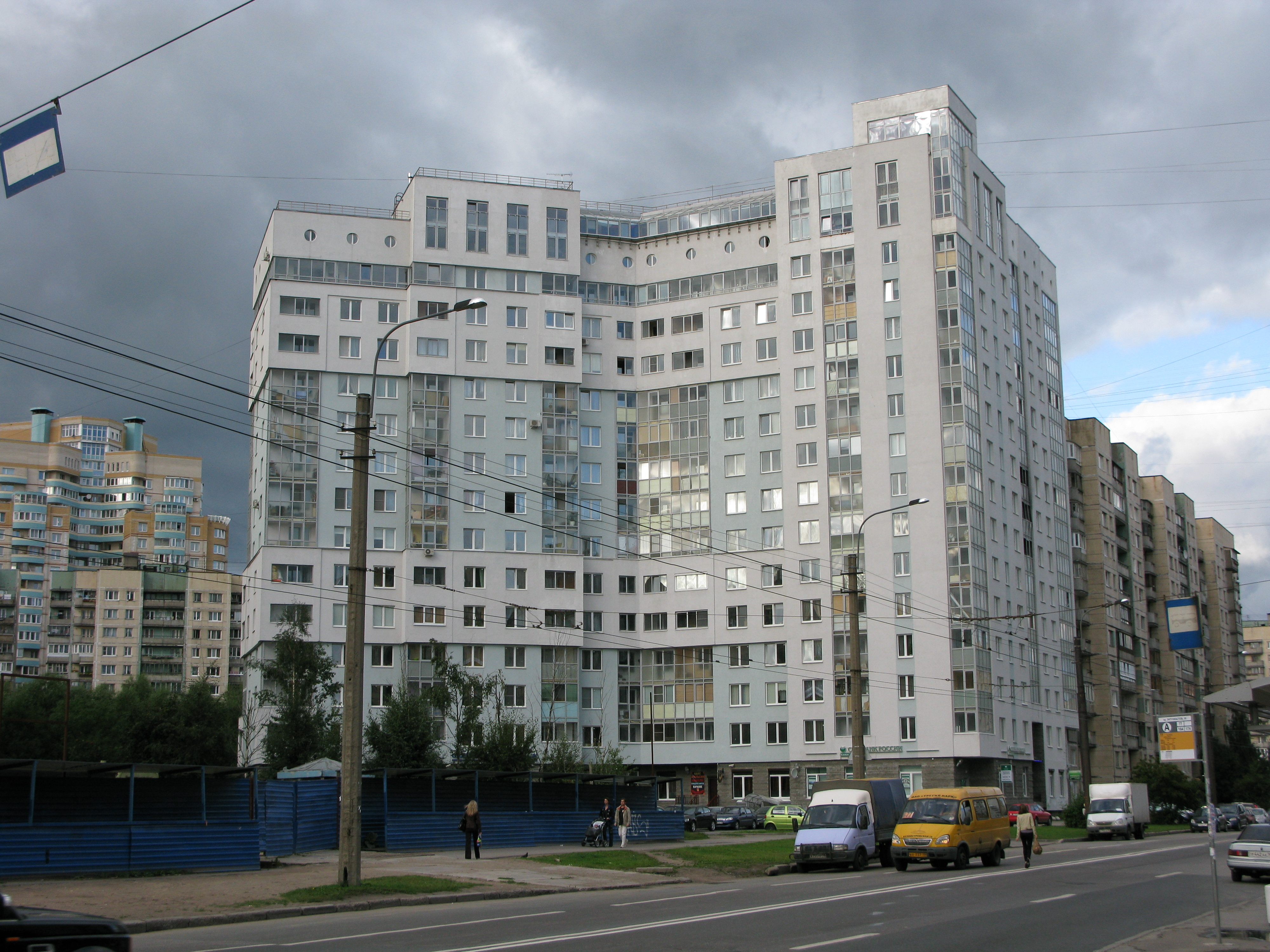
Проспект Энтузиастов, дом 38. 2009 год

## История
Проспект получил название 6 декабря 1976 года в честь трудовых подвигов советского народа. Застроен в основном в 1970—1980-х годах 9—16-этажными жилыми домами. Первые дома были сданы в эксплуатацию 25 декабря 1978 года — дом 18, корпус 2 и дом 22, корпус 2.

## Пересечения
С запада на восток (по увеличению нумерации домов) проспект Энтузиастов пересекают следующие улицы:
- улица Передовиков — проспект Энтузиастов примыкает к ней;
- Индустриальный проспект — пересечение;
- улица Осипенко — примыкание;
- проспект Наставников — пересечение;
- улица Коммуны — проспект Энтузиастов примыкает к ней.

## Транспорт
Ближайшая к проспекту Энтузиастов станция метро — «Ладожская» (около 1,9 км по прямой от начала проспекта). На расстоянии около 2,7 км от начала проспекта находится станция «Проспект Большевиков». Обе станции относятся к  4-й (Правобережной) линии.
По проспекту Энтузиастов проходят автобусные маршруты № 77, 174, 234 и 264.
На участке от проспекта Наставников до Индустриального проспекта находится неиспользуемая с 2007 года троллейбусная линия.
На расстоянии около 1,8 км по прямой от начала проспекта Энтузиастов находится Ладожский вокзал.

## Общественно значимые объекты
- парк Малиновка (между улицей Передовиков и Индустриальным проспектом);
- поликлиника № 103 — дом 16, корпус 2;
- автоматическая телефонная станция — дом 16, корпус 1[уточнить];
- детский сад № 19 / центр лечебной педагогики[уточнить] — дом 22, корпус 3;
- торгово-развлекательный центр «Июнь» (у пересечения с Индустриальным проспектом проспектом) — Индустриальный проспект, дом 24, литера А;
- гипермаркет «О'кей» — (у пересечения с Индустриальным проспектом проспектом) — Индустриальный проспект, дом 25;
- гимназия № 196 (начальные классы) — дом 28, корпус 2;
- детский сад № 57 — дом 40, корпус 3;
- детский сад № 55 — дом 40, корпус 4;
- торговый центр «Ржевка» (у пересечения с проспектом Наставников) — проспект Наставников, дом 35, корпус 1;
- школа № 195 — дом 47, корпус 2;
- школа № 187 — дом 46, корпус 3;
- детский сад № 84 — дом 51, корпус 4;
- центр социальной реабилитации инвалидов и детей-инвалидов — дом 53, корпус 2.

## Перспективы развития
Согласно плану развития улично-дорожной сети от 2009 года планировалось в 2014—2015 годах соединить проспект Энтузиастов с Якорной улицей.
По другому варианту (согласно Генеральному плану Санкт-Петербурга) проспект Энтузиастов планируется продлить севернее гипермаркета «Metro» вдоль реки Охты до планируемого продолжения Бокситогорской улицы.